# Croton incanus
Pour Croton incanus, Andersson, 1855 et pour Croton incanus var. microphyllus, Andersson, 1855, voir Croton scouleri.
Espèce
Croton incanus est une espèce de plantes à fleurs du genre Croton et de la famille des Euphorbiaceae présente au Mexique.
Il a pour synonymes :
- Croton suaveolens var. oblongifolius Torr., 1859
- Oxydectes incana (Kunth) Kuntze
- Podostachys incana (Kunth) Klotzsch